# 大鼻光牙寶蓮魚
大鼻光牙寶蓮燈魚，為輻鰭魚綱脂鯉目脂鯉亞目脂鯉科的其中一個種。分布於南美洲巴西Benin河流域，體長可達3.8公分，棲息在泥底質、植被覆蓋的溪流、湖泊，生活習性不明。